# Groot
Groot es un superhéroe ficticio que aparece en los cómics estadounidenses publicados por Marvel Comics. Creado por Stan Lee, Larry Lieber y Jack Kirby, el personaje apareció por primera vez en Tales to Astonish # 13 (noviembre de 1960). Una criatura extraterrestre, similar a un árbol sensible y grande, su significado en la cultura nórdica quiere decir árbol grande de vida, paz, renovación, es el arte de los árboles por su belleza y forma en la que da vida, el Groot original apareció por primera vez como un invasor que pretendía capturar humanos para la experimentación.
Aunque fue presentado originalmente como un villano, el personaje fue reconfigurado como un ser noble y heroico en 2006, y apareció en el cómic Annihilation: Conquest. Más tarde apareció en el cómic Guardianes de la Galaxia, formando parte del equipo homónimo.
Cabe mencionar que Groot es, posiblemente, el único personaje de Marvel que habla un idioma distinto, que es como si solo dijera su nombre todo el tiempo "Yo soy Groot". Entre sus poderes se encuentran la succión de madera como comida, es resistente al fuego, puede controlar los árboles, y se puede estirar, tiene un nivel intelectual de genio pese a que no puede hablar idiomas humanos.
Groot ha aparecido en una gran variedad de productos de Marvel, incluyendo series de televisión animadas, juguetes y tarjetas de intercambio.
Vin Diesel interpreta a Groot en las películas de Universo Cinematográfico de Marvel por Guardianes de la Galaxia (2014), Guardianes de la Galaxia vol. 2 (2017), Avengers: Infinity War (2018) sufrido por el chasquido, Avengers: Endgame (2019), Thor: Love and Thunder, además de los especiales para Disney+ I Am Groot y The Guardians of the Galaxy Holiday Special (ambos; 2022), su última aparición fue en Guardianes de la Galaxia vol. 3 pero también estará para su propia miniserie de cortos de Disney + para la 2a. Temporada para I Am Groot (2023) en Baby Groot. Vin incluso expresó su deseo de interpretar un cameo de Groot en la película animada de Disney de 2018, Ralph Breaks the Internet.
Desde su aparición en la primera película de Guardianes de la Galaxia, Groot se ha convertido en un icono de la cultura pop, con su línea repetida como "Yo soy Groot" convirtiéndose en una de las frases más virales del Universo Cinematográfico de Marvel.

## Historial de publicación
Groot apareció por primera vez en Tales to Astonish # 13 (noviembre de 1960), y fue creado por Stan Lee, Larry Lieber y Jack Kirby. "Groot" es la palabra holandesa para "grande", posiblemente refiriéndose a su estatura y capacidad para crecer en tamaño. Apareció de nuevo en The Incredible Hulk Annual # 5 (octubre de 1976), junto con otros cinco monstruos de los cómics de horror de la antología de Marvel de finales de los cincuenta y principios de los sesenta. En The Sensational Spider-Man # −1 (julio de 1997), Groot apareció en una pesadilla del joven Peter Parker.
Groot reapareció en 2006 en los Comandos Aulladores de Nick Fury de la serie limitada de seis números, y apareció en la serie limitada Annihilation: Conquest y Annihilation: Conquest - Star-Lord. Groot se unió a los Guardianes de la Galaxia en la serie del mismo nombre, y siguió siendo un elemento fijo del título hasta su cancelación con el número 25 en 2010. Groot apareció en su seguimiento, la serie limitada The Thanos Imperative, y, junto con su compañero Guardian, Rocket Raccoon.
Groot participó como personaje de respaldo en Annihilators # 1–4 (marzo-junio de 2011) y Annihilators: Earthfall # 1–4 (septiembre-diciembre de 2011).
Groot apareció en los números 6 a 8 de Avengers Assemble como miembro de Los Guardianes. Groot es una de las estrellas de los Guardianes de la Galaxia Vol. 3, una parte de reenlaze de Marvel NOW!.
En marzo de 2015, se anunció que Groot obtendría su primera serie en solitario del escritor Jeff Loveness y el artista Brian Kesinger.
El Groot que debutó en Tales to Astonish y el que se introdujo en Annihilation: Conquest se establecieron retroactivamente como miembros separados de la misma especie en la sexta y última edición de la serie en curso de Groot que se lanzó en junio de 2015. Sin embargo, Infinity Wars en agosto de 2018, Groot se refiere específicamente al hecho de que durante su primera visita al planeta Tierra, había prometido "marchar sobre la superficie del planeta y condenar a todos los que se atrevieron a oponerse a Groot". Esto aparentemente revirtió los orígenes del personaje al tener ambas eras de Groot haciendo referencia a la misma persona, por lo que invalida el cambio retroactivo del número seis de la serie Groot.

## Orígenes
Groot es un coloso Flora del Planeta X, la capital de los mundos secundarios. Los colosos de Flora son seres con forma de árbol cuyo lenguaje es casi imposible de entender debido a la rigidez de sus laringes, lo que hace que su habla suene como si estuvieran repitiendo la frase "Yo soy Groot". Otros seres tratan de ser amistosos, pero se enojan con los colosos de Flora por no poder hablar. (Groot se demostró que era capaz de hablar no solo de manera comprensible, sino también de manera elocuente como se mostró a lo largo de la saga Annihilation: Conquest). El coloso flora está regido por los "Maestros del árbol" y enseñan a los niños de la especie con el "Conocimiento fotónico", que es el conocimiento recopilado de los Maestros del árbol de las generaciones y se absorbe a través de la fotosíntesis; Este es un método de educación altamente avanzado, que hace que los colosos de Flora sean genios. El bioma del Planeta X es administrado por "Mamíferos de Mantenimiento", que son pequeños seres parecidos a ardillas.
El retoño del coloso Flora que se conocería como "Groot" provino de una "línea de savia ennoblecida" y dotado de una tremenda comprensión de la ingeniería super-posicional cuasi-dimensional. Groot no se llevaba bien con sus compañeros jóvenes, sino que prefería la compañía de los "Mamíferos de mantenimiento", que los otros árboles jóvenes trataban con prejuicios. Groot fue exiliado por los "Maestros Arbor" en GUARDIANS OF THE GALAXY # 14 después de matar a otro árbol joven para defender a un mamífero de mantenimiento que estaba siendo brutalmente maltratado por ése.
Un origen alternativo se presentó en la serie en curso de Groot. En la historia, se revela que los otros colosos de Flora habían estado secuestrando organismos de otros planetas, incluida una joven humana llamada Hannah. Después de ver a Hannah, Groot se dio cuenta de que lo que su gente estaba haciendo estaba mal y logró salvar a la niña y enviarla de regreso a la Tierra. Sin embargo, por su desobediencia, Groot fue exiliado del Planeta X y obligado a vagar por el universo hasta que conoció a Rocket Raccoon muchas décadas más tarde, donde esta versión de Groot más tarde se convirtió en miembro de los Guardianes de la Galaxia.
Otro origen alternativo se presentó en "Guardianes del Infinito", escrito por Edgardo Miranda Rodriguez, en el que una mujer afirma que Groot es una ceiba de Ponce, Puerto Rico. Según el folclore puertorriqueño, se cree que una ceiba posee los espíritus de la población indígena taína que antes prosperaba en la isla caribeña. Por su lógica, la mujer considera a Groot como puertorriqueño.

## Biografía

### Groot Original
Groot es una monstruosa planta extraterrestre que, inicialmente, llegó a la Tierra en busca de humanos para estudiarlos y experimentar. Sin embargo, fue aparentemente destruido por las termitas utilizadas por Leslie Evans.
Xemnu hizo un duplicado de Groot, que utilizó para atacar a Hulk. Sin embargo, Hulk lo destruyó en la batalla.
Groot fue revelado más adelante de haber sobrevivido, pero era un cautivo del Coleccionista, atrapado en su parque zoológico en Canadá, hasta que Groot y las otras criaturas cautivas fueron liberadas por el Hombre Topo. Groot y las otras criaturas hicieron estragos en la ciudad de Nueva York hasta que fueron detenidos por una banda de superhéroes, y luego fueron arrojados a través de un portal a la Zona Negativa.
Groot fue más tarde rastreado y capturado por la Unidad de Contención Paranormal de S.H.I.E.L.D., apodado como los Comandos Aulladores, cuando su aroma de árbol fue detectado por Sasquatch y Abominable Snowman. Mientras Groot estaba retenido cautivo, Gorilla-Man habló con Groot sobre unirse a los Comandos Aulladores. Cuando Merlín y sus fuerzas atacaron la base, los Comandos Aulladores dejaron libre a Groot y a sus otros cautivos y mataron al ejército de Merlín; Groot fue el único que dio marcha atrás y se ofreció a unirse a los Comandos Aulladores. Groot ayudó a los Comandos Aulladores, ya que acataron las fuerzas de Merlin.

### Guardianes de la Galaxia
Groot jugó un papel en Annihilation: Conquest, momento en el que podría ser el último de su especie, en que tiempo se demostró que Groot puede ser el último miembro restante del Flora Colossi, y fue arrestado por el Kree por una razón desconocida. Groot ganó la libertad uniéndose a Star-Lord, donde Groot y Rocket Raccoon formaron un enlace, Rocket era uno de los pocos seres con la capacidad de entender el lenguaje de Groot. El equipo de Star-Lord luchó su camino a través de la Falange, pero después de la muerte de Deathcry, el equipo decidió escapar a través de una tubería de drenaje que Groot no podía encajar.
Groot aparentemente murió al ayudar al equipo dándole algún tiempo para escapar de la batalla. Sin embargo, Groot renació como en una pequeña planta y siguió para acompañar al equipo en su misión continuada contra la Falange, pero era uno de los miembros del equipo capturados por la Falange. Groot y los otros fueron liberados por Mantis, y escaparon de nuevo a las líneas de la resistencia Kree. Con el tiempo, el cuerpo de Groot se regeneró de la planta, creciendo de nuevo a su tamaño completo. Groot y los otros trataron de mantener su posición como parte del equipo de Star-Lord.
Groot y el equipo regresaron a Hala para preparar otro ataque contra la Falange, pero su agente Blastaar fue capturado por la Falange y llevado a su Torre de Babel mientras trataba de llevar las esporas de polen de Groot. Groot y Rocket Racoon continuaron su misión al entrar furtivamente en el sub-sótano de la Torre de Babel. Cuando Star-Lord fue capturado por Ultron, el plan original de la colocación de explosivos en la Torre fracasaron, por lo que Rocket y Groot fueron necesarios para llegar a un nuevo plan. Groot decidió brotar dentro de la Torre, creciendo a tamaño colosal y llenando una gran parte del edificio.
Mantis fue capaz de reformular la savia de Groot de una manera que lo hace extremadamente inflamable, y Groot murió de nuevo por el equipo, esta vez encendiéndose intencionalmente para que el fuego resultante destruyera la Torre de Babel. Un brote de Groot fue mantenido por Rocket Raccoon, sin embargo, y Groot fue de nuevo capaz de volver a crecer. Groot entonces se unió a los nuevos Guardianes de la Galaxia (o, como Groot lo entendería, "Groot y Ramas"), y comenzó a crecer de nuevo bajo el cuidado de Mantis.
Cuando los Guardianes se reformaron, Groot se unió a Star-Lord, Rocket Raccoon, Drax el Destructor y Gamora, a quienes Groot contó como amigos.
Durante la historia de las Guerras Secretas de 2015, Groot está con los Guardianes de la Galaxia cuando participan en la incursión entre la Tierra-616 y la Tierra-1610. Groot y Rocket Raccoon son asesinados por los Niños del Mañana. Sin embargo, cuando Peter Quill - uno de los pocos sobrevivientes de las incursiones de la Tierra-616 - se encuentra enfrentado por Cisne Negro en el castillo del emperador Doom, que revela que ha estado llevando a una pequeña ramita de Groot en el bolsillo desde la incursión, golpeándola en las raíces del árbol del mundo y haciendo a Groot de transformarse el árbol gigante en su cuerpo, diezmar el castillo de Doom mientras que los héroes supervivientes montan su ataque final.
Durante la historia de Civil War II, Groot y los Guardianes de la Galaxia son convocados por Captain Marvel para ayudarla en su lucha contra el lado de Iron Man cuando ambos disputan el destino del Inhumano Ulises Caín. La batalla resultante, dañó la nave de los Guardianes de la Galaxia que los dejó varados en la Tierra.
Durante la historia de "Monsters Unleashed", los Guardianes de la Galaxia defienden a Groot de un Leviathan con cabeza de serpiente.
Durante la historia del "Imperio Secreto", Groot y el resto de los Guardianes de la Galaxia ayudan a Captain Marvel, el Programa espacial de vuelo Alpha, a los miembros de los Ultimates, Hyperion y Quasar a interceptar una flota de Chitauri que se acerca a la Tierra hasta que un Steve Rogers alineado a Hydra activó el Escudo de Defensa Planetario atrapando a aquellos que luchan contra los Chitauri fuera de la atmósfera de la Tierra. Star-Lord, Rocket Raccoon y Groot intentan reclutar representantes de los imperios Skrulls, Kree, Brood, Shi'ar y Spartax que están en el Consejo Galáctico para ayudar contra las hordas de Chitauri y destruir el Escudo de Defensa Planetario y deshacerse de él. de Hydra. Al darse cuenta de que ahora se enfrentan a una galaxia sin interferencia humana, el Consejo Galáctico se niega a ayudar e intentan matar a los tres Guardianes mientras huyen. Después de que el Escudo de Defensa Planetario se cierre, Groot y los Guardianes de la Galaxia se unen a la batalla final contra Hydra.
Rocket Raccoon y Groot están en camino hacia el Anillo Stohlad cuando son emboscados por Gardener donde destrozó a Groot porque los Guardianes de la Galaxia lo "corrompieron" y lo devastaron de su verdadero propósito. Rocket Raccoon escapó con una astilla donde Groot cultivó un nuevo cuerpo.
Durante la historia de "Infinity Countdown", Groot estaba con los Guardianes de la Galaxia cuando se da cuenta de que el planeta Telferina está bajo el ataque de los Colosos Flora que Gardener creció a partir de las astillas de Groot. Groot se acercó a Gardener y usó sus poderes de curación para purgar el veneno que Loki le había puesto en su cuerpo. Gardener le pagó a Groot usando sus habilidades para restaurar a Groot a su tamaño anterior. Además, Groot ahora puede hablar en oraciones completas y se refiere a sí mismo en tercera persona.

## Poderes y habilidades
Groot puede absorber la madera como alimento, y tiene la capacidad de regenerarse. Groot puede controlar árboles y plantas, usarlos para atacar a otros y parece ser resistente al fuego. Groot es capaz de brotar la masa dramáticamente creciente que luego inhibe severamente el movimiento.
Groot ha sido aparentemente asesinado en múltiples ocasiones, cada vez creciendo de una rama.

## "Yo soy Groot"
El hermano de Black Bolt, Maximus el Loco, afirmó que siempre que Groot diga la marca "¡Soy Groot!" En realidad ha estado diciendo una serie de cosas, y sus variadas inflexiones de la oración son el equivalente de palabras y oraciones. Las personas que han interactuado con Groot son poco a poco capaces de descifrar el significado de las inflexiones y pueden llevar a cabo conversaciones completas con Groot a medida que pasa el tiempo. La forma madura de la especie de Groot es robusta y pesada, lo que hace que los órganos de la generación acústica se vuelvan rígidos e inflexibles. Es esta naturaleza endurecida de la laringe de Groot la que hace que las personas, que son ajenos a los sutiles matices del discurso de Flora Colossi, malinterpreten a Groot como meramente repetir su nombre. No se pudo determinar si Maximus que la afirmación de S era verdadera o simplemente otra manifestación de su locura, aunque Groot realmente parecía estar ayudando a Maximus con una ingeniería muy avanzada. Más tarde, en All New X-Men # 23, Jean Grey se vincula telepáticamente con Groot, mostrando que los procesos de pensamiento de Groot son complejos, y la declaración de "¡Yo soy Groot!" Generalmente representa intentos de comunicación altamente inteligente.

## En Otros Medios

### Televisión
- Groot aparece en The Avengers: Earth's Mightiest Heroes, con la voz de Troy Baker.[34] Él (junto con los otros Guardianes de la Galaxia) aparece en el episodio "Michael Korvac".
- Groot aparece en la serie de Ultimate Spider-Man:
  - En la segunda temporada, en el episodio "Guardianes de la Galaxia", con la voz de Michael Clarke Duncan (luego de su muerte). Aparece en su forma como rama antes de crecer más tarde a su tamaño completo para derrotar a Korvac y a algunos de los soldados Chitauri. Al final del episodio, se abre brevemente cuando Groot dice "Yo Soy Groot" y Spider-Man dice "El es Groot" cerrando un gag constante donde Spider-Man, incapaz de entender a Groot afirmaba que entendía que él era Groot, una dedicatoria debido a la muerte de Duncan en el 2012 donde el episodio fue dedicado en memoria de él.[35]
  - También sale en la tercera temporada, en el episodio "El Regreso de los Guardianes de la Galaxia". con la voz de Kevin Michael Richardson (para episodios posteriores). Junto a los otros Guardianes para reparar su nave espacial al mismo tiempo cuando Titus estaba conduciendo al ejército Chitauri para obtener el casco de Nova. Mientras estaba en la Tierra, Groot se mezcló al plantearse como un árbol frente a la casa de la tía May.
  - También aparece en la cuarta temporada, el episodio "Regreso al Universo Araña, Pt. 2", muestra una versión alternativa de Groot que reside en una realidad pirata y como un barco pirata consciente de Barba Red con ser la cabeza del mascarón de proa del barco pirata.
- Groot aparece también en la primera temporada de Avengers Assemble, con la voz de Kevin Michael Richardson.[36] Aparece en el episodio, "Guardianes y Caballeros del Espacio". También sale en la segunda temporada, "Widow Escapa" y "Thanos Victorioso". En la cuarta temporada, aparece en "Tierra del Oeste", en Battleworld.
- Aparece también en la primera temporada de Hulk and the Agents of S.M.A.S.H., con Kevin Michael Richardson repitiendo el papel.[37] Está en el episodio, "Un Golpe Maravilloso". También sale en la segunda temporada, en el episodio, "Guardianes de la Galaxia" y "Planeta Monstruo, parte 2".
- Groot aparece en el episodio de Marvel Disk Wars: The Avengers "Guardians of the Galaxy".
- Kevin Michael Richardson retoma su papel en la serie animada Guardianes de la Galaxia.[38] En el episodio "Orígenes" reveló que el planeta de Groot fue invadido por Ronan el Acusador y Groot fue el último de su tipo una vez que el ejército de Ronan destruyó su planeta con su especie, fue tomado por Yondu, antes de conocer a Rocket. En "La Semilla en el Interior", Star-Lord cayó dentro de Groot a lo verde, mientras luchaba contra el hongo parásito y tenía una visión de que lo verde puede ser usado para recrear la raza Flora Colossus. Bebé Groot aparece en "Misión: Fuga", el título de la tercera temporada.
- Groot aparece en el especial navideño de Marvel Super Hero Adventures: Frost Fight!, expresado de nuevo por Kevin Michael Richardson. Con el fin de obtener dinero para reparar su barco, Groot y Rocket Raccoon toman la recompensa para detener a Santa Claus donde tienen un encuentro con la Sra. Claus.
- Groot aparece en los cortos de Rocket y Groot, con la voz de Kevin Michael Richardson.
- Groot aparece en Lego Marvel Super Heroes - Guardianes de la Galaxia: La amenaza de Thanos, expresada nuevamente por Kevin Michael Richardson.[39]
- Groot aparece en la tercera temporada de Spider-Man, con su forma infantil con la voz de Connor Andrade.[40][41] Star-Lord lo envía a la Tierra para llevar un mensaje a Spider-Man. Como Spider-Man y Miles no pueden entender su idioma, lo llevan a la Torre de los Vengadores con la esperanza de que la tecnología de Tony Stark pueda ayudar. Se reúnen con Ironheart y su I.A. Not Tony mientras que protegen a Groot de A.I.M. y el Barón Mordo. Cuando AIM se marcha con Groot a la Isla A.I.M. como parte del plan del Barón Mordo para crear Golems de madera, Spider-Man y Ironheart llegan donde se encuentran con Amadeus Cho como la forma de Hulk que los ayuda a luchar contra A.I.M. y el Barón Mordo. Groot es liberado después de que A.I.M. y el Barón Mordo son derrotados y los Golems de madera son enviados a los Reinos desconocidos. El mensaje que descifró el Doctor Strange declaró que los simbiontes se dirigen a la Tierra.

### Cine

#### Marvel Cinematic Universe
Groot aparece en los medios del Marvel Cinematic Universe, con la voz de Vin Diesel, quien también proporcionó el trabajo de voz para varios idiomas en los que se lanzó la película y también proporcionó algunos elementos de captura de movimiento para el personaje.
- En la película de 2014, Guardianes de la Galaxia, se le muestra como guardaespaldas de Rocket Raccoon, contradiciéndole solo una vez (estando a favor de Star-Lord en su 12% de plan), que muestra un lado más suave en toda la película, el crecimiento de una flor a dar a una niña y salvar la vida de Drax el Destructor, incluso después de las acciones de Drax de traer a Ronan el Acusador y su ejército Kree. Está de acuerdo con el plan de Peter Quill para enfrentarse a Ronan, y más tarde se sacrifica a sí mismo para salvar al resto del equipo al envolverlos en una bola de madera crecida de sí mismo cuando el nave de Ronan se estrella. A la conclusión de la película, Rocket ha recuperado una ramita de Groot, que se muestra que está creciendo en un Groot en miniatura; este nuevo Groot es en realidad la descendencia de Groot.[45] Al sacrificarse, dice una frase distinta, "Todos somos Groot", lo que implica un vínculo formado entre los héroes. Al final de la película, la ramita Groot baila a escondidas de Drax la canción "I Want You Back" del grupo estadounidense The Jackson 5.
- Aparece en Guardianes de la Galaxia vol. 2 estrenada en mayo de 2017.[46] Siendo un niño pequeño en la película, Bebé Groot continúa viajando con los Guardianes, pero actúa genuinamente como un niño, como estar bailando y jugando mientras el resto del equipo intenta derrotar a un monstruo gigante. Es capturado brevemente por los Ravagers, junto con Rocket y Yondu, mientras que Quill, Drax y Gamora visitan al padre de Quill, Ego, pero cuando los Ravagers se burlan de él y deciden convertirlo en su mascota, Groot con Kraglin, es capaz de ayudar a Rocket y Yondu a escapar de la captura e ir a ayudar a los otros Guardianes en la confrontación con Ego. En la batalla final, a Groot se le encomienda la colocación de una bomba en el núcleo de Ego como el único ser lo suficientemente pequeño como para atravesar las grietas, aunque inicialmente no parece recordar qué botón de la bomba activaría el temporizador y cuál lo activaría de inmediato. En la escena poscréditos, Groot ha crecido hasta convertirse en una especie de adolescente rebelde.
- Diesel retomó su papel nuevamente en la película de 2018 Avengers: Infinity War,[47] con Groot en su forma adolescente de Guardianes de la Galaxia Vol. 2.[48] En la película, Groot acompaña a Rocket y Thor a Nidavellir, donde Thor le pide al rey enano Eitri que forje una nueva arma. Ayuda a Eitri a moldear el arma y corta su brazo izquierdo a propósito, para formar el mango de la nueva arma de Thor, Stormbreaker. Más tarde se une al resto de los Vengadores y Rocket en la batalla de Wakanda. Groot es una de las víctimas de Thanos después de reclamar todas las Gemas del Infinito y acabar con la mitad de toda la vida en el universo.
- Diesel vuelva a interpretar su papel en la película de 2019 Avengers: Endgame. Es restaurado devuelta por el Profesor Hulk al usar las Gemas Infinitas puestas en el Guantelete creado por Tony Stark y se une a la batalla final contra Thanos. Más tarde, Groot y los miembros restaurados de los Guardianes de la Galaxia asisten al funeral de Tony Stark, quien había sacrificado su vida para detener a Thanos. Groot y el resto de los Guardianes, acompañados por Thor, luego regresan al espacio.
- Groot aparece en Thor: Love and Thunder (2022). En Indigarr, el equipo se entera de las llamadas de socorro mientras los dioses estaban siendo asesinados, y se separaron de Thor para responder a varias llamadas de socorro en toda la galaxia.
- Groot aparece en The Guardians of the Galaxy Holiday Special (2022). En 2025, los Guardianes compran Knowhere y Groot, ahora voluminoso y más grande,[49] ayuda a reconstruirlo tras el ataque al que se había enfrentado. Más tarde ese año, se une a las celebraciones navideñas.
- Groot regresará en la película Guardianes de la Galaxia vol. 3 (2023).[50] Después de reconstruir Knowhere, Groot continúa luchando junto a los Guardianes contra amenazas como Adam Warlock (antes de que Warlock cambie de opinión y se una a los Guardianes) y el Alto Evolucionador. Después, Groot permanece con los Guardianes cuando Peter Quill se va y el equipo se reconstituye con nuevos miembros, liderados por Rocket. Al final, Groot tiene una gran apariencia como un rey.

#### Animación
- Diesel expresa a Bebé Groot en la película de Disney 2018, Ralph Breaks the Internet.[51] En el sitio Oh My Disney!, responde a las preguntas sobre los personajes de Marvel citando "Yo soy Groot" hasta que Vanellope Von Schweetz bloquea la consulta y le da a los visitantes un anuncio emergente para el video de Ralph.

### Videojuegos
- Groot aparece como una habilidad de invocación para Rocket Raccoon llamada "My Friend Groot", en Marvel Heroes. También aparece en el juego como un héroe de equipo.
- Groot aparece como un personaje jugable en Lego Marvel Super Heroes[52] con la voz de Troy Baker.[53]
- Groot era un personaje jugable en el juego Marvel: Avengers Alliance en Facebook.
- Groot es un personaje jugable en Disney Infinity: Marvel Super Heroes, con la voz de Kevin Michael Richardson.
- Groot es un personaje jugable en Marvel Puzzle Quest.
- Groot es un personaje jugable en Marvel: Contest of Champions.
- Groot es un personaje jugable en Marvel Future Fight.
- Groot aparece en Guardians of the Galaxy: The Telltale Series, con la voz de Adam Harrington.
- Groot aparece en Marvel vs. Capcom: Infinite como parte de los movimientos basados en llamadas de asistencia de Rocket Raccoon durante el juego de Rocket. Kevin Michael Richardson retoma su papel.[54]
- Groot aparece como un personaje jugable en Lego Marvel Super Heroes 2 con la voz de Stefan Ashton Frank. Tiene tres variaciones: Pequeño Groot (basado en Bebé Groot de la segunda película), Pequeño Groot con un uniforme de Ravager y Groot de tamaño normal.[55]
- Groot aparece como un personaje jugable en el Fortnite: Battle Royale como parte del Pase de Batalla de la Temporada 4 del Capítulo 2.[56]
- Groot aparece en Marvel's Guardians of the Galaxy, con la voz de Robert Montcalm.[57]